# Cinnamomum alternifolium
Cinnamomum alternifolium är en lagerväxtart som beskrevs av André Joseph Guillaume Henri Kostermans. Cinnamomum alternifolium ingår i släktet Cinnamomum och familjen lagerväxter. Inga underarter finns listade i Catalogue of Life.